# Espuri Lucreci Triciptí
Espuri Lucreci Triciptí (en llatí: Spurius Lucretius Tricipitinus) va ser un magistrat romà. Formava part de la gens Lucrècia i era de la família dels Triciptí.
El rapte i la violació de la seva filla Lucrècia per Sext Tarquini va marcar el final de la monarquia romana. Triciptí era senador i Tarquini el Superb el va nomenar prefecte urbà mentre anava a la guerra contra Ardea. Després de la proclamació de la República Romana i abans del nomenament de dos cònsols, Triciptí va tenir el govern de la ciutat com a praefectus Vrbi i va presidir els comicis en els quals els cònsols Luci Juni Brut i Luci Tarquini Col·latí van ser elegits. Dionís d'Halicarnàs diu que probablement va ser el primer interrex. A la mort del primer cònsol Luci Juni Brut en batalla el 509 aC, Triciptí va ocupar el seu lloc, però ja era molt vell i va morir al cap de pocs dies d'ocupar el càrrec.